# Purgatoire (film)
Pour les articles homonymes, voir Purgatoire (homonymie).
Pour plus de détails, voir Fiche technique et Distribution.
Purgatoire est un film américain réalisé par Mel Stuart, sorti en 1978.

## Fiche technique
- Titre français : Purgatoire
- Titre original : Mean Dog Blues
- Réalisation : Mel Stuart
- Scénario : George Lefferts (en)
- Musique : Fred Karlin
- Photographie : Robert B. Hauser
- Montage : Houseley Stevenson Jr.
- Costumes : Bill Milton et Christine Zamiara
- Décors : Jack Poplin
- Production : George Lefferts (en) et Charles A. Pratt
- Société de production : Bing Crosby Productions
- Société de distribution : AIP
- Pays :  États-Unis
- Langue : Anglais
- Genre : Drame, Action
- Durée : 108 minutes
- Dates de sortie :
  -  États-Unis : mars 1978

## Distribution
- Gregg Henry (VF : Julien Thomast) : Paul Ramsey
- Kay Lenz : Linda Ramsey
- George Kennedy (VF : Raymond Loyer) : Le capitaine Omar Kinsman
- James Wainwright (VF : Richard Leblond) : Le sergent Hubbell Wacker
- Gregory Sierra : Jesus Gonzales
- Geno Silva (en) (VF : Pierre Laurent) : Tonto
- Felton Perry : Jake Turner
- Scatman Crothers : Mudcat
- Tina Louise : Donna Lacey
- William Windom : Victor Lacey
- Christina Hart : Gloria Kinsman
- John Daniels (VF : Laurent Hilling) : Yakima Jones
- Marc Alaimo : le gardien de transfert
- Edith Atwater : la mère de Linda
- David Lewis : Dr Caleb Odum